# Borda amb un accés
La Borda amb un accés és una obra de Bausen (Vall d'Aran) inclosa a l'Inventari del Patrimoni Arquitectònic de Catalunya.

## Descripció
Borda de planta gairebé rectangular, feta amb materials populars, pedres i palla sobre una trama de fusta. Es força interessant la vista d'aquesta coberta des de l'interior. Les portes són laterals.

## Història
El poble té incoat expedient del conjunt històric artístic. 28-I-76/ 13-III-76; B.O.E nº 63.